# Eragrostis weberbaueri
Eragrostis weberbaueri är en gräsart som beskrevs av Pilg.. Eragrostis weberbaueri ingår i släktet kärleksgrässläktet, och familjen gräs. Inga underarter finns listade i Catalogue of Life.